# Франс
Франс Усіфуг Єппссон Валль (швед. Frans Osifoh Jeppsson Wall; нар. 19 грудня 1998, Істад, Швеція) — шведський співак. Представник Швеції на 61-му пісенному конкурсі Євробачення в Стокгольмі (Швеція), з піснею «If I Were Sorry».

## Дискографія
- 2006: Da Man
- 2008: Fotbollsfest
- 2015: Sitting inside